# وحدة إيجوز

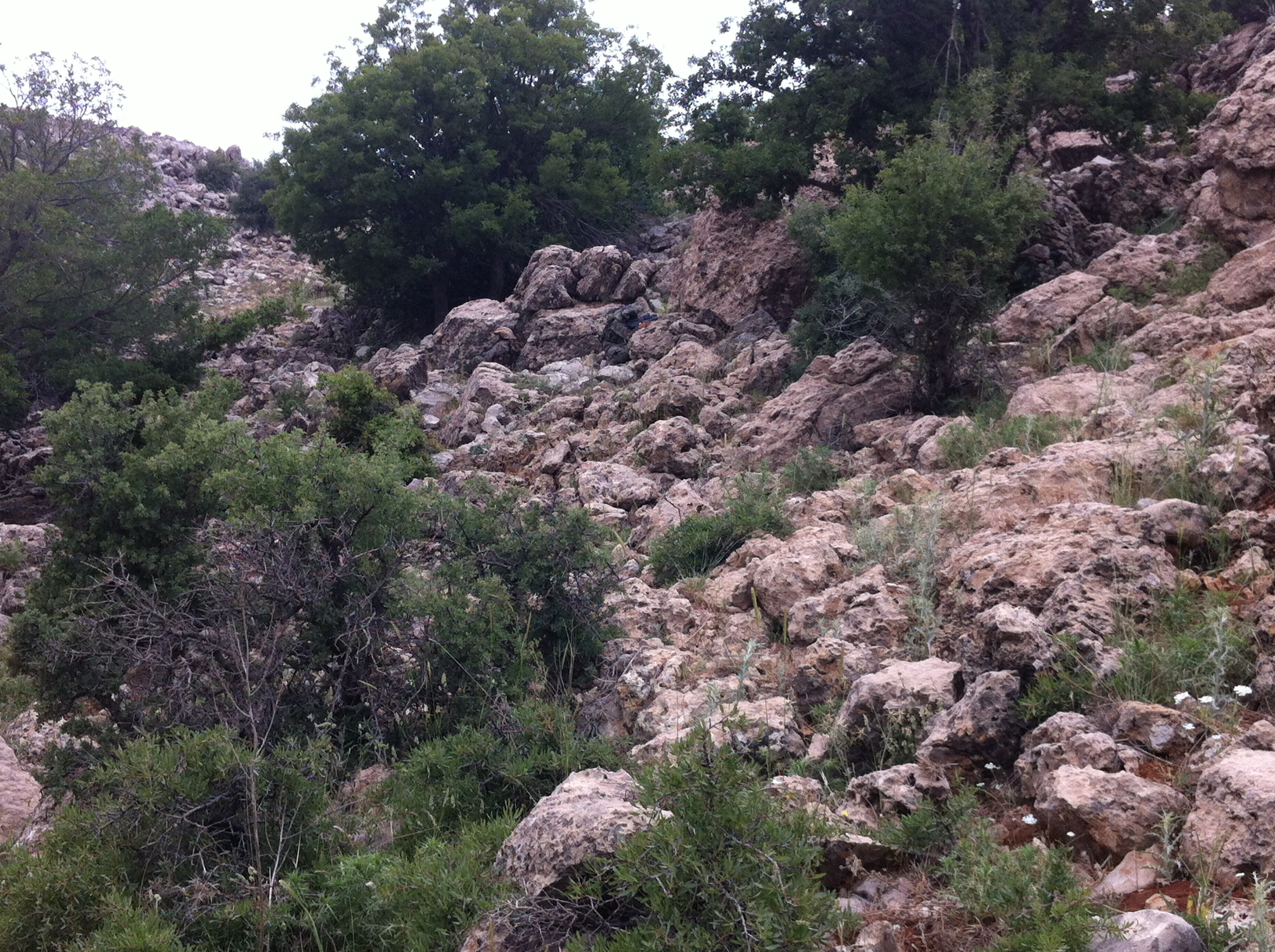
جنديين من وحدة ايجوز الاستطلاعية في حالة تمويه بلون الصخر

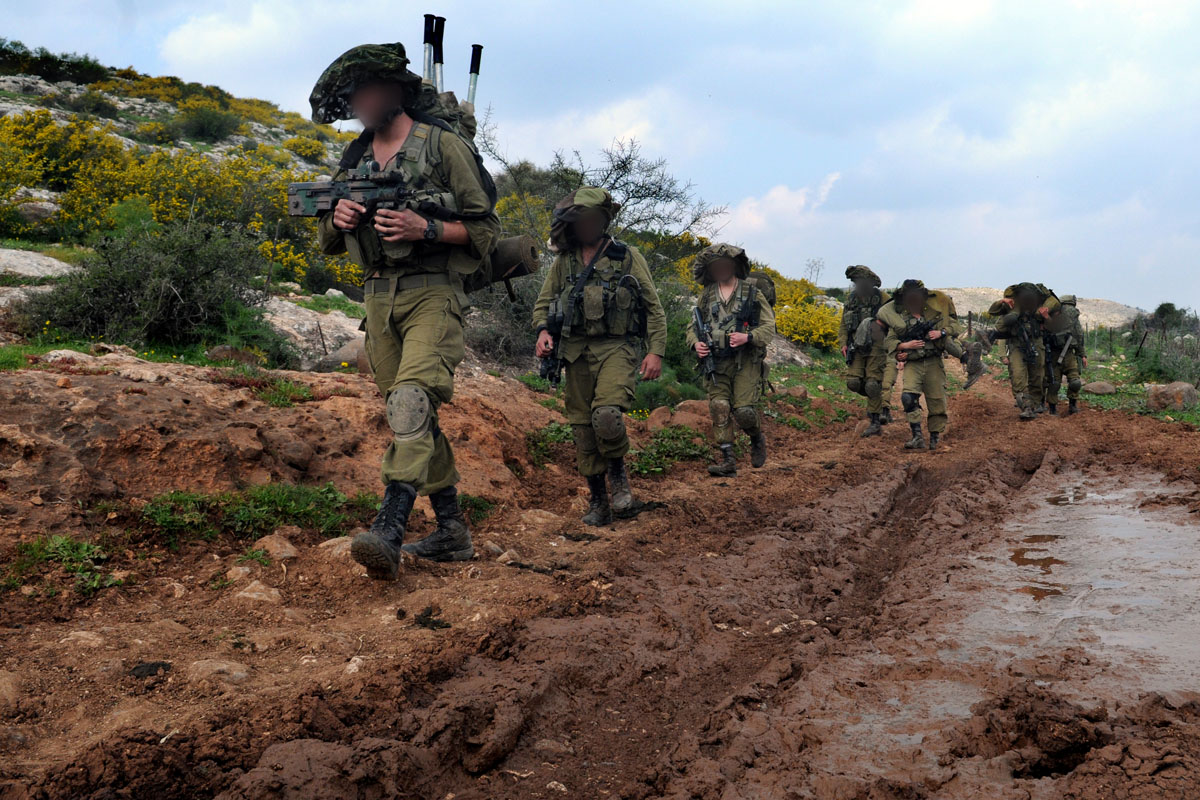
جنود من وحدة ايجوز يخوضون امتحانهم الاخير ، شباط ، 2012

وحدة ايجوز أو النواة (بالعبرية:יחידת אגוז) وحدة استطلاع استخبارية خاصة من الوحدات الخاصة التابعة للواء جولاني الصهيوني، وهي وحدة المشاة المتخصصة في حرب العصابات وحرب العصابات المناهضة لقوات الجيش الرسمية، هي جزء من القيادة الشمالية للواء غولاني، وهي أيضا اختصار لمكافحة حرب العصابات والحرب الصغرى.

## تاريخ والتأسيس
تأسست أول دورية الجوز في عام 1956, وذلك بعد قيام دولة الكيان على الأراضي الفلسطينية المحتلة، وقد تم تأسيسها بناء على أوامر قائد المنطقة الشمالية حينها «إسحاق رابين», وقد تم نشرها في شمال دولة الكيان وفي منطقة سيناء، وكان مؤسس وأول قائد لها يدعى Gardi.
وكان هدف الوحدة العمل خلف خطوط العدو السوري في الشمال وقطع عمليات الدعم والإنفاذ لهم وللمصريين بعد احتلال سيناء.
تتألف الوحدة من الجنود الدروز وذلك كي يسهل عليهم عبور الحدود بين سوريا ودولة الكيان، والاتجاه ناحية جبل الدروز، وقد كان الدروز في سوريا في ذلك الوقت في صراع مع الحكومة السورية.
وقد عملت الوحدة على تحريض الدروز ضد الحكومة بما يؤثر على نشاطها في الشؤون السورية الداخلية، لكن السوريون قرروا عدم خوض حرب ضد الكيان، فتم دمج الوحدة مع وحدة البندق، وبعدها تم حل الوحدة في العام 1975 بعد تعرض الوحدة لكمين قتل فيه جندي بالخطأ بنيران صديقة.
تم إعادة إنشاء الوحدة في العام 1964، وقد كانت وظيفتها الرئيسية تأمين شركات النقل الوطني، وبعد حرب الأيام الستة في عام 1967، أصبحت كتيبة ضمن قيادة المنطقة الشمالية.
وقد تم نشر الكتيبة شرق «القنيطرة» وغرب مرتفعات الجولان، وقد كان دورها الرئيس في نصب كمائن تستهدف عمليات التسلل من قبل الفدائييين.
تم تشكيلها في العام 1993 لتكون رأس الحربة في مواجهة حزب الله في جنوب لبنان، وقد استثمرت شعبة العمليات في الجيش الإسرائيلي الجهد والامكانيات في تشكيل هذه الوحدة، التي كانت لإعادة الاحترام للجيش الإسرائيلي في اعقاب سلسلة اخفاقاته امام مقاتلي حزب الله.
وبعد انسحاب الجيش الإسرائيلي من جنوب لبنان، تم تكليف عناصر الوحدة بعمليات الحراسة على الحدود مع لبنان، لكن بعد في شهر مارس من العام 2001 أعلن في إسرائيل أن الوحدة تم استيعابها للعمل الميداني المبادر في الضفة الغربية وذلك بعد عام من انتفاضة الأقصى الثانية. وعلى وجه التحديد وسط وجنوب الضفة الغربية.
ويقوم عناصر إيجوز بتسيير دوريات في محيط التجمعات السكنية الفلسطينية في الضفة الغربية في محاولة للاصطدام بمجموعات المقاومة الفلسطينية التي تتوجه لتنفييذ عمليات إطلاق نار على المستوطنات اليهودية أو الأهداف العسكرية الإسرائيلية الأخرى.
كما يقوم عناصر إيجوز بنصب كمائن مسلحة وحواجز طيارة على الشوارع الرئيسية في الضفة الغربية في مسعى للإلقاء القبض على مطلوبين للأجهزة الأمنية الإسرائيلية. بالطبع إلى جانب قيامها بعمليات الاختطاف والتصفية طبقا لتوجيهات الشاباك.

### وحدة ايجوز (بعد 1995)
تم إعادة تأسيس وحدة إيجوز و«البندق» في العام 1995 كجزء من لواء غولاني، وقد تم تأسيسها لتخوض حرب العصابات ضد حزب الله في الجنوب اللبناني، وخلال هذه الفترة فإن العمل الوحيد الذي سجلته الاشتباك وتنفيذ مهام ضد كتائب حزب الله داخل أراضي الجنوب المحتلة وخارجها.
وقد جرت أول عملية للوحدة بعد ستة أشهر من تأسيسها، وقد نجحت الوحدة في تصفية عنصرين من عناصر حزب الله في منطقة المرابطين جنوب لبنان.

## آلية عملها
هي وحدة إرهابية من وحدات جيش بني صهيون الجبان تولت الوحدات الخاصة الصهيونية التي تخصصت في ما أطلق عليه الجيش الإسرائيلي «عمليات جراحية» خلف الخطوط الفلسطينية. حيث شاركت وحدة المستعربين «دوفيديفان»، ووحدة «ايجوز» في مداهمة العديد من الأحياء السكنية واختطاف الفلسطينيين في ساعات الفجر الأولى.
وتتكون عملية الاختطاف من مرحلتين؛ الأولى: التسلل حتى الوصول إلى بيت المستهدف اعتقاله، حيث تتم محاصرته، ومن ثم تتم عملية انقضاض على البيت، لخطف المطلوبين. والثانية: تدخل قوات الجيش لحماية الوحدة التي شاركت في عملية الاختطاف. ومن المفارقات أن شهر أكتوبر قد شهد مشاركة عملاء المخابرات الإسرائيلية من الفلسطينيين في عمليات الاعتقال، بحيث يرافق العملاء- وهم ملثمون- عناصر الوحدات الخاصة في عمليات الاعتقال لكي يقوموا بإرشادهم إلى بيت المستهدفين بالاعتقال.
ولا تتم عمليات الاعتقال عبر مداهمة البيوت فقط؛ فقد تتوفر معلومات استخبارية حول مطلوبين موجودين في سيارة ما، فيتم نصب كمين لها، وبعد ذلك الانقضاض عليها واعتقال من فيها. وقد اعتقل أكثر من مائتي كادر تنظيمي خلال أحد الشهور وهذا يعد قفزة كبيرة في توجه المخابرات الإسرائيلية لاعتقال النشطاء الفلسطينيين.

## أهم عملياتها

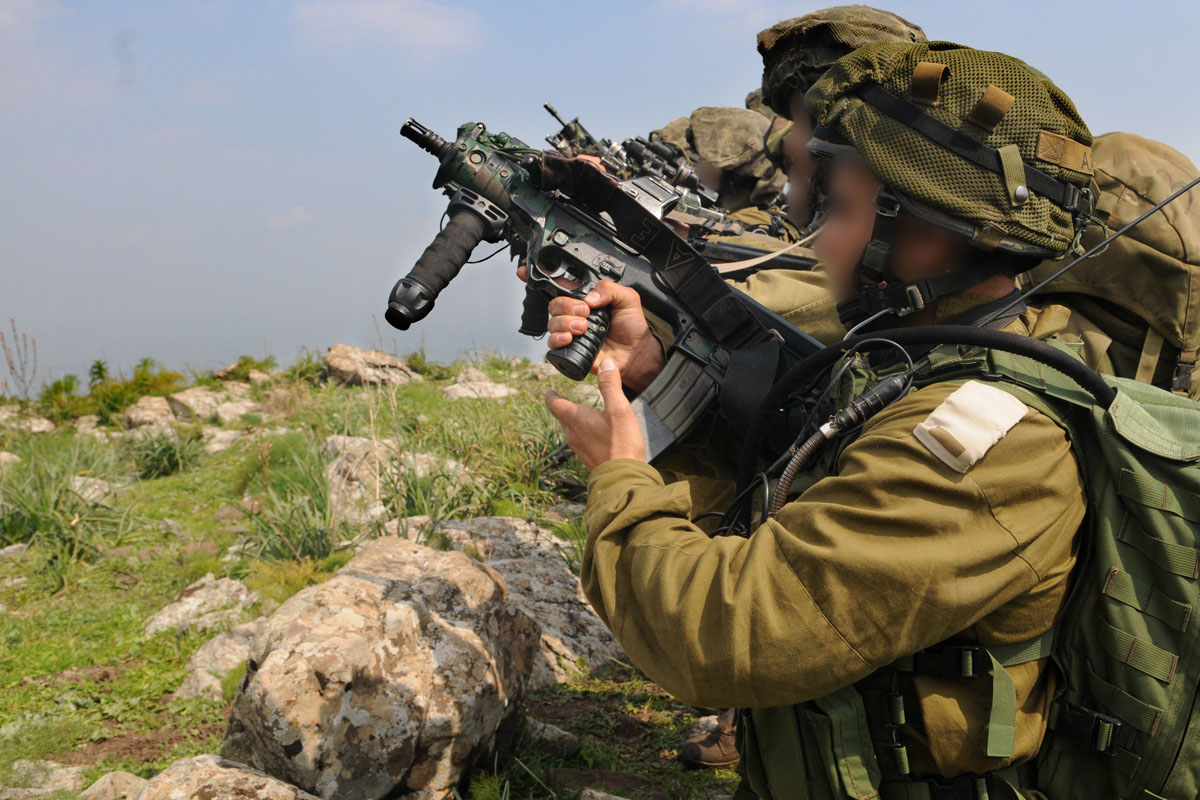
جندي من وحدة ايجوز يخوض امتحانه الاخير، شباط ، 2012

اغتيال إياد صوالحة "28 عاماً" قائد الجهاز العسكري لحركة الجهاد الإسلامي في شمال الضفة الغربية، بعد العثور على مكانه معتبرة قتله أحد الانجازات الكبيرة، لما كان يمثله صوالحة من تهديد كبير، وقيادته لخلايا عسكرية تعتبر الاخطر في الضفة الغربية".
حيث تتهمه دولة الاحتلال بالمسؤولية عن عدة عمليات عسكرية وقعت داخل إسرائيل اسفرت عن مقتل 32 إسرائيليا وجرح ما لا يقل عن 200 آخرين، من بين القتلى 25 عسكريا.
وقال الجيش الصهيوني حينها على موقعه الإلكتروني «أن العثور على صوالحة تم بفضل معلومات استخبارية قدمها جهاز الأمن العام (الشاباك) للجيش الذي استخدم وحدات خاصة من المستعربين و» وحدة إيجوز«التي كانت تعمل سابقا في جنوب لبنان».

### معركة جبل الشيخ
في 13 أبريل 1974 هاجمت القوات السورية قمة جبل الشيخ الذي يقع في مسافة 15ميلا في عمق الأراضي السورية وقد كان تحت سيطرة الجيش الصهيوني، وقد تمكن السوريون من السيطرة عليه طيلة ذلك اليوم، إلا أن قوات الجيش الصهيوني جمع عدد من جنود الوحدات الخاصة مثل «سيريت ميتكال، إيجوز» وهاجموا المنطقة واستطاعوا السيطرة عليها واستردادها بعد معركة شرسة تم خلالها السيطرة على قمة جبل الشيخ، وقد قتل خلال المعركة 12 جندي سوري وأسر 30 جندي، وادعت حينها القيادات الصهيونية أن هذه المعركة من أهم المعارك في تاريخ دولة الكيان.

### ضد الفلسطينيين
ومع اندلاع انتفاضة الأقصى المباركة تم استخدام الوحدة في العمليات في الضفة المحتلة بشكل عاجل خاصة أنها تتمتع بمهارات قتالية عالية ضد النشاطات الفدائية، وقدرتها على نصب الكمائن وعمليات الاختطاف السريع، وقد كلفت الوحدة من رئيس هيئة الأركان في حينها، وحازت على ميدالية بهذا الأمر من رئيس الأركان.
ويقوم عناصر إيجوز بتسيير دوريات في محيط التجمعات السكنية الفلسطينية في الضفة الغربية في محاولة للاصطدام بمجموعات المقاومة الفلسطينية التي تتوجه لتنفييذ عمليات إطلاق نار على المستوطنات اليهودية أو الأهداف العسكرية الإسرائيلية الأخرى.
كما يقوم عناصر إيجوز بنصب كمائن مسلحة وحواجز طيارة على الشوارع الرئيسية في الضفة الغربية في مسعى لإلقاء القبض على مطلوبين للأجهزة الامنية الصهيونية، بالطبع إلى جانب قيامها بعمليات الاختطاف والتصفية طبقا لتوجيهات الشاباك.
تولّت الوحدات الخاصة الصهيونية التي تخصصت في ما أطلق عليه الجيش الإسرائيلي «عمليات جراحية» خلف الخطوط الفلسطينية، حيث شاركت وحدة المستعربين «دوفيديفان»، ووحدة «ايجوز» في مداهمة العديد من الأحياء السكنية واختطاف الفلسطينيين في ساعات الفجر الأولى.
وتتكون عملية الاختطاف من مرحلتين، الأولى: التسلل حتى الوصول إلى بيت المستهدف اعتقاله، حيث تتم محاصرته، ومن ثم تتم عملية انقضاض على البيت، لخطف المطلوبين. والثانية: تدخل قوات الجيش لحماية الوحدة التي شاركت في عملية الاختطاف. ومن المفارقات أن شهر أكتوبر قد شهد مشاركة عملاء المخابرات الإسرائيلية من الفلسطينيين في عمليات الاعتقال، بحيث يرافق العملاء- وهم ملثمون- عناصر الوحدات الخاصة في عمليات الاعتقال لكي يقوموا بإرشادهم إلى بيت المستهدفين بالاعتقال.

### حرب لبنان الثانية
في 20 يوليو عام 2006 خلال حرب لبنان الثانية، شاركت الوحدة في الحرب الثانية على لبنان وقد وعت في شباك حزب الله ما أسفر عن مقتل خمسة مقاتلين من جنود الوحدة بالإصابة لإصابة ستة آخرين بالقرب من ينابيع القرية الشمالية في لبنان.
شاركت قوة ايجوز في الهجوم على قرية مارون الراس في جنوب لبنان، وتفيد تقارير الجيش الصهيوني أنه جنود الوحدة قتلوا أكثر من 20 عنصر من عناصر حزب الله.
بعد انتهاء الحرب على لبنان تم نشر الوحدة على حدود قطاع غزة، وقد تخصصت الوحدة في نصب سلسلة من الكمائن على حدود القطاع بجانب وحدات وجنود لوائي جفعاتي وغولاني.

### اغتيال حسام الزهار
في يناير 2008، توغلت الوحدة مع سلاح المدرعات في الجيش الصهيوني شرق مدينة غزة وقتلت بمساعدة سلاح الجو الصهيوني 18 فلسطيني بينهم حسام الزهار نجل القيادي الكبير في حركة حماس د.محمود الزهار.

## التدريب
يستمر تدريب جنود الوحدة على مدار سنة وأربعة أشهر، وفق نظام وحدات الكوماندوس حيث يخضع الجندي لأنواع مختلفة من التدريب بهدف اكتساب مهادة عديدة ومختلفة، حيث يتدربوا على مكافحة الخطف، القفز من المظلات، والكمائن والتمويه والإخفاء، بالإضافة لدورة مكافحة الإرهاب والقتال الخاص في المناطق المدنية في المدن، بالإضافة للكثير من مهام التدريب غير التقليدية، بالإضافة لعلم الطبوغرافية والمساحات والملاحة البرية.

## قادة الوحدة
1995-1997 اريز زوكرمان
1997-1998 موشيه تامير
1998-1999 حجاي بيلغ
1999-2000 حجاي مردخاي
2000-2002 تامير معرفة
2002-2003 آفي بيليد
2003-2004 الأفق بوخريس
2004-2006 موردخاي كاهان
2006-2008 يانيف العقد
2008-2010 ديفيد زيني

## خسائر الوحدة في حرب غزة 2014
قتلت كتائب القسام العديد من أفراد الوحدة في حين اعترف الجيش الإسرائيلي أن قائد وحدة أجوز أصيب بجراح خطيرة خلال اشتباكات بغزة اثناء معركة العصف المأكول.